# 阿尔瓜萨斯
阿尔瓜萨斯，是西班牙穆尔西亚自治区的一个市镇。总面积24平方公里，总人口7068人（2001年），人口密度295人/平方公里。